# Rusinowo (powiat sławieński)
Rusinowo (niem. Rützenhagen) – wieś w Polsce położona w województwie zachodniopomorskim, w powiecie sławieńskim, w gminie Postomino.

## Historia

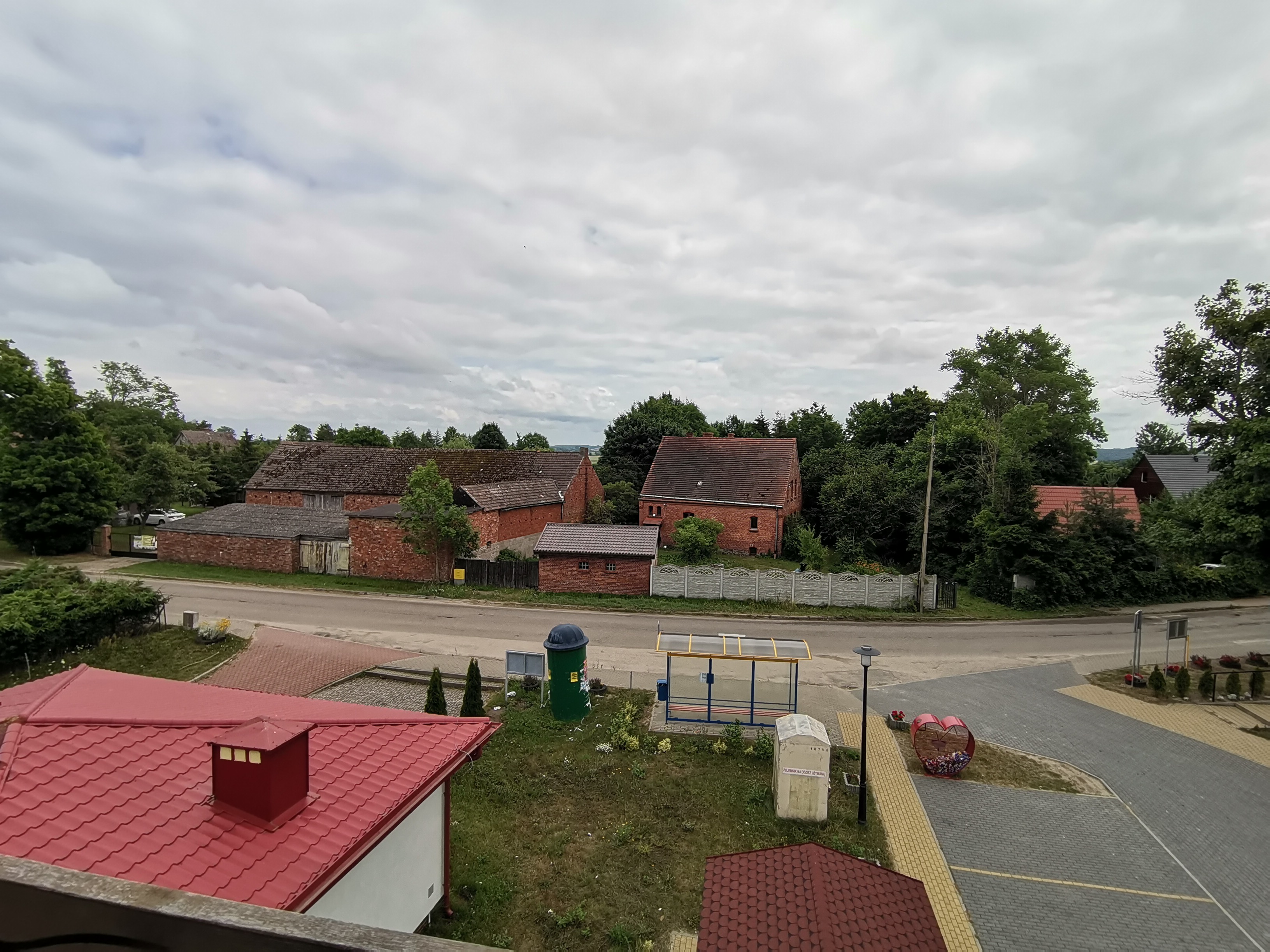
Historyczna zabudowa wsi

Według autora monografii Rusinowa, Karla Rosenowa, wieś została założona na prawie niemieckim około 1300 przez Rutza, który sprowadzał osadników z Dolnej Saksonii i Nadrenii. Odnotowane formy nazwy wsi: Rusenhagen (1444), Ruczenhagen (1496), Rutzenhagen (1545), Rützenhagen (1730) rzeczywiście sugerują, że założycielem był przedstawiciel rodu von Rutze (Russe, Rusche, Reutz, Ritze i podobnie) pochodzący ze wsi Rutze/Russee (obecnie Russee – dzielnica Kilonii) w Holsztynie.
Rusinowo zostało założone na ciągu wzgórz morenowych tworzących równoległe do brzegu morskiego pasmo z kulminacją Ficht Berg (Góra Świerk) wznoszącą się na 32 m n.p.m., po uprzednim wykarczowaniu porastających je lasów dębowo-bukowych. Wskazuje na to drugi człon nazwy wsi: hagen – oznaczający ogrodzenie, żywopłot ale też osiek. Była to więc typowa wieś karczunkowa (Hagendorf) powstała na tzw. surowym korzeniu, określana też w literaturze jako hagenowa lub osiekowa. Lokatorami hagenów byli początkowo, a i później, na ogół Niemcy. O tym, że Rusinowo założyli osadnicy niemieccy, świadczyć mogą również nazwy terenowe – spośród ponad 80 nazw terenowych leżących w granicach wsi tylko dwie: Jamen (Jahm) oraz die Glawenitz (Krautglawnitz, Tote Glawnitz), obecnie Główniczka, mają pochodzenie słowiańskie.
W latach 1975–1998 miejscowość należała administracyjnie do województwa słupskiego.

## Obiekty
We wsi znajduje się neogotycki kościół z 1873 roku. Przy drodze na Darłowo grobowiec megalityczny utworzony z kilku potężnych głazów, dokonywano w nim pochówków ponad 3 tys. lat temu.
We wsi i powiecie wytwarzane są miody rusinowskie.